# Olszowiec (Jugów)
Olszowiec (niem. Erlicht) – część wsi Jugów w Polsce, położona w województwie dolnośląskim, w powiecie kłodzkim, w gminie Nowa Ruda.

## Położenie
Olszowiec położony jest w Sudetach Środkowych na północnym wschodzie od centrum Jugowa, na wysokości około 530–570 m n.p.m.

## Podział administracyjny
W latach 1975–1998 Olszowiec administracyjnie należał do województwa wałbrzyskiego.

## Historia
Olszowiec powstał na początku XVIII wieku jako kolonia Jugowa. Była to wówczas mała osada bez znaczenia, w pierwszej połowie XIX wieku były tam zaledwie cztery domy. Miejscowość powiększyła się dopiero pod koniec XIX wieku, w związku w rozwojem w okolicy górnictwa węgla kamiennego. W okresie tym było tam kilkanaście domów. Po 1945 Olszowiec częściowo wyludnił się, opuszczone zostały najwyżej położone domy. Obecnie znajduje się tam tylko kilka domów.